# The Lace
The Lace es el único álbum solista del integrante de The Cars Benjamin Orr. Contiene su único éxito solista, «Stay the Night», el que alcanzara el top 40 en 1987. Wounded Bird Records relanzó el álbum en disco compacto en agosto de 2006.

## Lista de canciones
1. «Too Hot to Stop» (4:18)
2. «In Circles» (4:32)
3. «Stay the Night» (4:26)
4. «Skyline» (4:10)
5. «When You're Gone» (4:51)
6. «Spinning» (4:27)
7. «Hold On» (4:30)
8. «The Lace» (4:20)
9. «That's The Way» (4:07)
10. «This Time Around» (5:10)

Nota: Todas las canciones tiene letra y música de Benjamin Orr y Diane Grey Page.

## Personal[2]
- Benjamin Orr: voces, bajo, guitarra rítmica, sintetizadores, piano y caja de ritmos
- Diane Grey Page: coros
- Michael Landau y Elliot Easton: guitarra principal
- Larry Klein: sintetizadores.

## Producción[3]
- Productores: Mike Shipley, Benjamin Orr y Larry Klein.
- Ingenieros de grabación: Mike Shipley y Thom Moore.
- Mezcla: Thom Moore; «Stay the Night» y «Too Hot To Stop», por Mike Shipley.
- Masterizado: Masterdisk (Bob Ludwig).
- Todas las canciones, publicadas por Orange Village Music-ASCAP